# Весела львівська хвиля
«Весела львівська хвиля» (пол. «Wesoła Lwowska Fala») — щотижнева радіопрограма Польського Радіо у Львові, яка щонеділі транслювалася Польським Радіо.

## Історія
Передача, що складалася переважно з легкої музики, скетчів та гумору, була однією з найпопулярніших програм Польського Радіо у міжвоєнний період. Започаткована у 1933 році, вона залишався в етері до вторгнення в Польщу німецьких та радянських військ у 1939 році.
Оскільки ідея цілоденної програми, яку готує одна з регіональних філій Польського Радіо, а не центральна редакція, була новинкою, перші випуски готувалися майже безоплатно журналістами-аматорами та гумористами. Згодом вона стала однією з найуспішніших передач Польського радіо, визнаною по всій країні.
Автором більшості скетчів був Віктор Будзинський. Серед найвідоміших гумористів, пов'язаних з «Веселою хвилею», був дует Щепцьо і Тонцьо, відомий своїми діалогами львівським діалектом. Іншими видатними особистостями були Мечислав Мондерер та Адольф Фляйшен, які пародіювали місцеву єврейську громаду, а також Влада Маєвська, Вільгельм Корабльовський та багато інших. Після початку другої світової війни більшість митців були мобілізовані до польської армії та успішно евакуювалися з Польщі. Вони служили у складі театру «Весела львівська хвиля» на різних фронтах війни. Після війни більшість з них залишилися в еміграції.